# Buddha Loetla Nabhalai
Phra Bat Somdet Phra Poramenthramaha Isarasundhorn Phra Buddha Loetla Nabhalai, in lingua thai พระบาทสมเด็จพระปรเมนทรมหาอิศรสุนทรฯ พระพุทธเลิศหล้านภาลัย, conosciuto come Buddha Loetla Nabhalai o Rama II (Amphawa, 24 febbraio 1767 – Bangkok, 21 luglio 1824), fu il secondo monarca del regno di Rattanakosin (o regno del Siam), e della dinastia Chakri che tutt'oggi guida la Thailandia. Ricevette questi nomi dopo la sua morte dal successore, il figlio Nangklao (Rama III). In campo politico Loetla non ebbe il carisma del padre, si limitò a un ruolo cerimoniale e demandò l'amministrazione a potenti clan aristocratici di Bangkok, in particolare quello dei Bunnag.
In confronto ai regni dei precedenti due monarchi, il suo fu abbastanza pacifico e le guerre furono relativamente poche, fu dato invece grande impulso all'organizzazione amministrativa, all'educazione scolastica, agli scambi commerciali (soprattutto con la Cina), e alle arti, in particolare alla letteratura. Il re stesso fu un buon poeta e scultore e il suo periodo fu conosciuto come l'"Età d'Oro della Letteratura di Rattanakosin".

## Infanzia e gioventù
Nacque con il nomignolo Chim il 24 febbraio 1767 nel distretto di Amphawa della provincia di Samut Songkhram, alla fine del regno del re Ekat'at di Ayutthaya. Il padre Thong Duang era il governatore di Ratchaburi e in seguito sarebbe divenuto il re del Siam Rama I. La madre Nak era figlia di un ricco possidente della provincia di Samut Songkhram e sposò Thong Duang attorno al 1760. Dopo la caduta di Ayutthaya per mano dei birmani, il Siam si era riorganizzato con re Taksin che aveva fondato il Regno di Thonburi. Il padre e lo zio di Chim, Bunma, furono i generali che si distinsero maggiormente nella riunificazione del paese. Thong Duang divenne primo ministro con il titolo di Chao Phraya Chakri e al ritorno dalla vittoriosa campagna che nel 1768 sottomise il regno laosiano di Vientiane portò con sé Kam Waen, la figlia del re sconfitto, e ne fece la favorita tra le sue concubine. Ciò generò la gelosia della moglie Nak che un giorno picchiò Kam Waen. Quando Chao Phraya Chakri lo venne a sapere cacciò per sempre Nak, che quindi non divenne mai regina durante il regno di Rama I. Trovò rifugio nel palazzo reale di re Taksin, dove visse con la figlia Chimyai che era divenuta concubina del monarca. Solo in seguito, con l'ascesa al trono del figlio Chim, questi la nominò regina madre con il nome Amarindra.
Nel 1782 il padre Chao Phraya Chakri sedò una rivolta che aveva deposto e costretto in un monastero re Taksin, fece quindi giustiziare il monarca e si fece incoronare nuovo re del Siam, il giovane Chim fu nominato principe Isarasundhorn. La capitale fu spostata a Rattanakosin, il nucleo centrale dell'odierna Bangkok, ebbero così inizio il regno di Rattanakosin e la dinastia Chakri, che tuttora guida la Thailandia. Re Chao Phraya Chakri fece giustiziare anche tutti i figli di Taksin, a eccezione di quello avuto con la concubina Chimyai, figlia dello stesso Chao Phraya Chakri; era quindi suo nipote e gli assegnò il titolo di principe Kasatranuchit.
Tra il 1782 e il 1787 furono condotte le campagne militari più importanti del regno del padre di Isarasundhorn, che era in giovane età e il suo apporto ad esse non fu significativo. Il braccio destro di re Chao Phraya Chakri fu invece il fratello di questi Bunma, al quale fu dato il nome onorifico Maha Sura Singhanat e il titolo di Palazzo Davanti, riservato all'erede al trono. Nel 1785 Il diciottenne Chim fu trasferito dal padre al Palazzo Reale Wang Derm di Thonburi, l'ex palazzo reale di re Taksin, che era importante per la sua posizione strategica sul fiume Chao Phraya, dove mantenne la residenza fino al momento in cui fu acclamato re.

## Consorti e futuri sovrani
Il principe Isarasundhorn sposò la concubina Riam, la quale nel 1787 gli diede un figlio a cui fu dato il nome di principe Tub, che sarebbe diventato il suo successore al trono Jessadabodindra (o Rama III). Questi, dopo essere stato incoronato re, avrebbe conferito a Riam il titolo di regina madre con il nome di Sri Sulalai. In seguito Chim ebbe nel Grande Palazzo Reale una segreta relazione con la cugina, la principessa Bunrod, che rimase incinta. Quando re Chao Phraya Chakri venne a saperlo la cacciò, ma il principe promise di sposarla; Bunrod fu perdonata anche grazie all'intermediazione della concubina Kam Wen, ma fu trasferita al Palazzo Reale di Thonburi a vivere con Chim. A quel tempo la poligamia era legale e Bunrod divenne così la moglie di Chim, perse il bambino che aveva in grembo, ma in seguito generò altri tre figli, tra cui il futuro re Mongkut (Rama IV) e il principe Pinklao, che di Rama IV sarebbe divenuto viceré e Palazzo Davanti (erede al trono).
Dopo la morte dello zio Maha Sura Singhanat nel 1803, Isarasundhorn lo sostituì come erede al trono e viceré col titolo di Palazzo Davanti ma rifiutò di trasferirsi nella sede riservata a chi viene investito di tale carica, che si trova proprio di fronte al Grande Palazzo Reale. Continuò a vivere a Thonburi con la madre Nak e il figlio della sorella maggiore Chimyai, che era morta nel 1779. Isarasundhorn nominò suo successore al titolo di Palazzo Davanti il fratello Maha Senanurak.

## Ascesa al trono

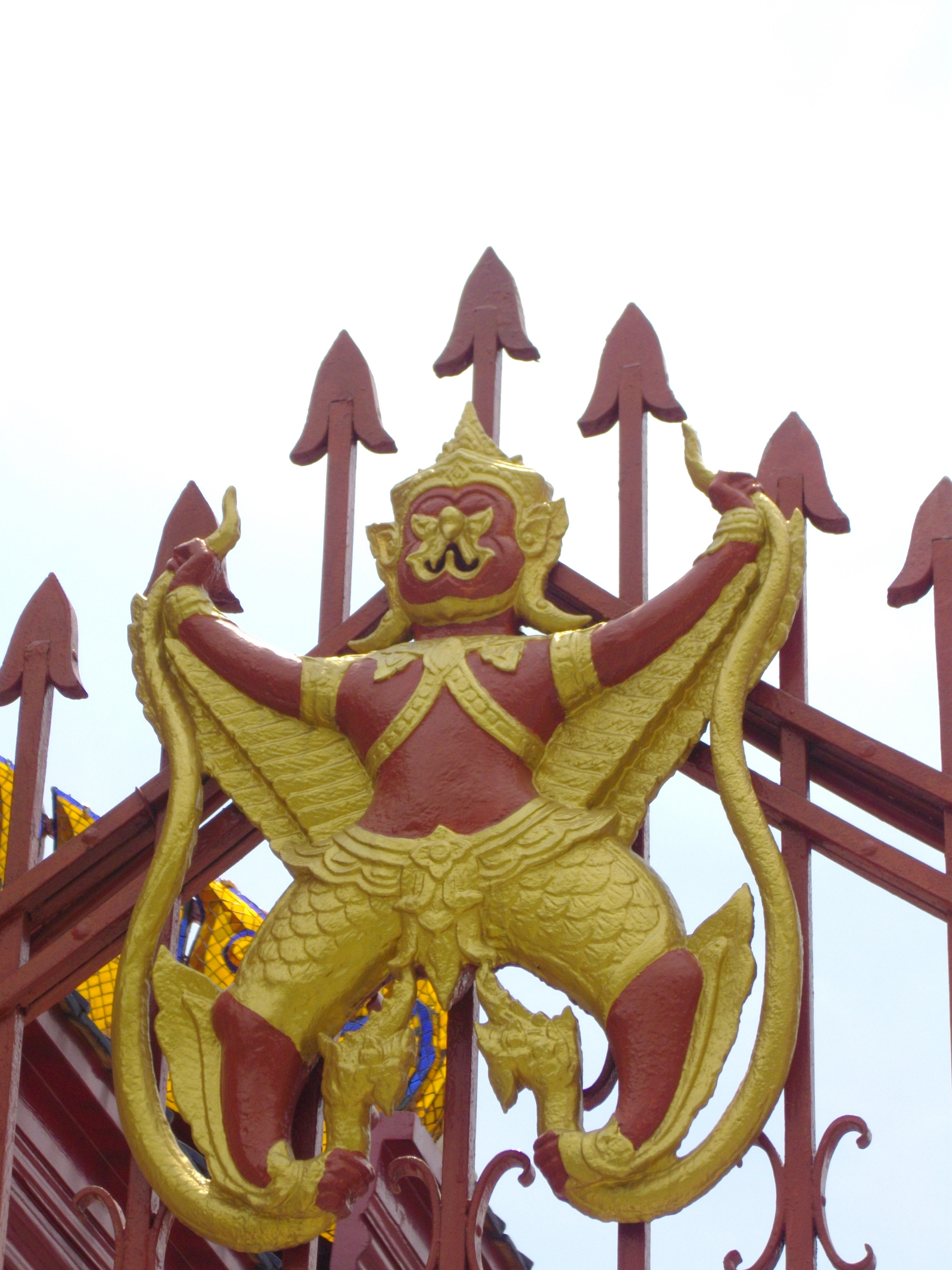
Stemma di re Buddha Loetla Nabhalai, "un garuḍa che stringe due nāga" (Wat Arun, Bangkok)

Succedette al padre, il re Chao Phraya Chakri (Rama I), quando questi morì il 7 settembre 1809. Conservò il nome Isarasundhorn anche come monarca, sarà il suo successore, il figlio Jessadabodindra (Rama III), che gli darà i nomi postumi di Buddha Loetla Nabhalai e Rama II. Con la sua ascesa al trono la moglie Bunrod fu nominata regina col nome di Sri Suriyendra, e Riam, che non avendo sangue reale non poteva diventare regina, ottenne il titolo di Chao Chom Manda Riam (principessa consorte).
Nello stesso anno dell'incoronazione, il nipote Kasatranuchit capeggiò una rivolta proclamando i suoi diritti al trono in quanto figlio di re Taksin e nipote di re Rama I, il re incaricò il figlio, il principe Tub, di soffocare la ribellione. In breve tempo Tub portò a termine il compito assegnatogli, e fece giustiziare Kasatranuchit e i suoi parenti, guadagnandosi la stima del re ed il titolo di Krom Muen Jessadabodindra. Per la sua affidabilità, per il suo carisma e per le sue capacità sarebbe stato in seguito nominato sovrintendente nel ministero del commercio e degli affari esteri.

## Campagne militari

### Birmania
Sempre nel 1809 re Bodawpaya di Birmania cercò di approfittare della morte di Rama I e dell'inesperienza del nuovo sovrano, attaccando il sud del Paese. Le sue truppe occuparono Thalang, nell'odierna isola di Phuket, radendola al suolo e rendendosi protagoniste di gravi episodi di crudeltà. Isarasundhorn inviò un esercito agli ordini del fratello, il Palazzo di Fronte Maha Senanurak, che sconfisse e cacciò i birmani. Questi non si diedero per vinti e tornarono ad occupare l'isola altre volte, forse attratti dalle ricche miniere di stagno che vi si trovavano. La recente scoperta che il cibo conservato nello stagno durava molto più a lungo, aveva portato a un boom nelle richieste di stagno a livello mondiale ed il prezzo era aumentato enormemente. Ma le continue invasioni birmane avevano decimato la popolazione di Phuket e impoverito la produzione del minerale: si era passati dalle 500 tonnellate del 1784 alle 20 tonnellate del 1820. Alla fine tutti gli attacchi birmani all'isola furono respinti, ma per ripopolare l'isola e risollevarne l'economia ci vollero diversi anni.
Furono questi gli ultimi tentativi di invasione del suolo siamese da parte della Birmania, che in seguito continuò invece l'espansione verso ovest, andando a ledere gli interessi dell'Impero britannico in India. Le conseguenti tre guerre anglo-birmane la indebolirono fino a quando, nel 1886, fu colonizzata dai britannici che ne fecero una provincia indiana.

### Cambogia e Vietnam
Dal lontano 1594 la Cambogia aveva perso la sua sovranità ed era diventata uno Stato vassallo del Siam e del Vietnam che se la contendevano e si alternavano nel dominarla. Nel 1806 Rama I perse il controllo della Cambogia, il cui sovrano Ang Chan II scelse di essere vassallo dei vietnamiti. Nel 1811 Isarasundhorn appoggiò la rivolta di Ang Snguon, fratello di Ang Chan II, spedendo un esercito che occupò il paese e costrinse il re a fuggire a Saigon. Nel 1813 l'imperatore vietnamita Gia Long rispose inviando a sua volta un'armata che riuscì a cacciare i siamesi e Ang Snguon a Battambang, e a reinstallare Ang Chan II sul trono della capitale Oudong. I siamesi desistettero dalla riconquista del paese ma invasero e si annetterono diverse province del nord.

### Sultanati malesi
La cessione di Penang ai britannici nel 1786, senza il permesso del Siam, da parte dello Stato vassallo di Kedah, e le rivolte del Regno di Pattani del 1791 e 1808 fecero temere a Rama II di perdere il controllo su questi sultanati malesi. Nel 1817 ordinò lo smembramento del Regno di Pattani in sette piccoli Stati ponendoli sotto la giurisdizione di Songkhla. Malgrado Kedah e Perak avessero fornito uomini e approvvigionamenti ai siamesi durante gli attacchi birmani a Phuket, il re decise di intervenire per riaffermare la supremazia di Bangkok nella zona. Nel 1821 Kedah fu sottomessa e suddivisa in quattro zone a capo delle quali furono posti dei Raja scelti dai siamesi.
Il sultano di Kedah si rifugiò a Penang, da dove tramò per riconquistare i propri territori. I mercanti britannici presenti nella zona furono danneggiati dall'intervento siamese e chiesero l'intervento della Compagnia britannica delle Indie orientali, il cui Consiglio supremo di Calcutta rifiutò ritenendo controproducente un conflitto con il Siam. I siamesi attaccarono poi invano il sultanato di Perak, che riuscì a prevalere grazie agli aiuti di altri sultanati malesi. A Kedah le truppe di Rama II dovettero affrontare una guerriglia logorante che spinse il successore Rama III ad abbandonarne il controllo.

### Regni laotiani
Rama II ebbe un rapporto di amicizia e ammirazione per il vassallo re di Vientiane Anuvong, al quale concesse un elegante palazzo a Bangkok. Nel 1818 Anuvong soffocò una rivolta nel Regno di Champasak, altro stato vassallo laotiano del Siam, di particolare importanza per la sua vicinanza al Vietnam. In cambio Anuvong chiese la nomina del proprio figlio Chao Nho a nuovo re di Champasak e Rama II accettò nonostante il parere sfavorevole dell'aristocrazia di corte. Dopo la morte di Rama II, il nuovo re Rama III e i nobili di Bangkok ripresero a essere ostili con Anuvong, che pianificò quindi la rivolta e l'invasione del Siam del 1827.

## Cultura e letteratura
Nonostante le campagne militari che mirarono a consolidare il potere siamese sugli stati limitrofi, il regno di Rama II è da ricordare principalmente per lo sviluppo che ebbero le arti. Fiorì soprattutto la letteratura e fra i molti poeti, drammaturghi e saggisti che vissero a corte va segnalato l'illustre Sunthorn Phu, autore di "Phra Aphai Mani". Il sovrano stesso fu incisore su legno, musicista e poeta, scrisse anche opere di carattere religioso, ed educò con successo i propri figli all'esercizio della poesia. Introdusse nuovi strumenti musicali e l'incisione su niello che ebbe grande sviluppo in Siam. Continuò l'abbellimento della capitale Bangkok iniziato dal padre Rama I. Fervente buddhista, fece costruire in tutto il paese numerosi templi e riformò il sistema di educazione religiosa, basandolo su nove livelli da superare mediante un nuovo tipo di esami. Reintrodusse nel 1817 la festività Vesak. Rilanciò la cultura e le tradizioni siamesi.

## Amministrazione e rapporti con l'estero
Proseguì le riforme dell'amministrazione statale cominciate dai due precedenti sovrani, destituì molti dei vecchi ministri aristocratici nominandone di nuovi che scelse soprattutto tra i suoi parenti materni, allargando così la base nobiliare dello Stato. La politica di Stato fu però monopolizzata dal clan dei Bunnag, i cui antenati di origini persiane erano già stati ai vertici dei ministeri nel periodo di Ayutthaya. Un membro della famiglia aveva stretto un forte rapporto di alleanza politica e di parentela con Rama I, sposando una sorella della prima regina consorte.
Anche sul piano della politica estera la diplomazia di Rama II seguì la strada aperta dai suoi predecessori riguardante lo sviluppo degli scambi commerciali con la Cina. L'immigrazione di commercianti e manodopera qualificata cinese raggiunse l'apice durante il suo regno. La gestione del commercio con la Cina fu affidata a imprese private, che aumentarono il volume degli scambi a proprio vantaggio, con modeste entrate per lo Stato. Nel 1810 il sovrano inviò la sua prima missione diplomatica in Cina alla corte dell'imperatore Jiaqing della dinastia Qing.
Una grande novità in campo commerciale fu la riapertura di Rama II alle diplomazie occidentali. Nel XVII secolo, re Narai di Ayutthaya era stato fortemente influenzato dalla cultura europea, circondandosi di cortigiani, consiglieri e milizie francesi, ma proprio per questo era stato rovesciato nel corso della rivoluzione siamese del 1688. Dopo di allora la chiusura era stata totale. Il primo consolato europeo ad aprire a Bangkok fu quello portoghese nel 1820. La marina militare britannica dopo l'acquisizione di Penang e di Singapore, era diventata la più potente nel sud-est asiatico. Intuendo gli sviluppi che questo avrebbe comportato, Rama II strinse rapporti diplomatici con la compagnia Britannica delle Indie Orientali, la cui prima rappresentanza diplomatica arrivò a Bangkok nel 1822. I britannici furono ricevuti dal re ma non riuscirono a ottenere quanto si erano prefissi: un trattato che proteggesse i loro traffici commerciali in Siam e l'apertura di una sede diplomatica a Bangkok. Furono comunque intavolate relazioni diplomatiche con i britannici, che si apprestavano alla prima guerra anglo-birmana (1823-1826) e intendevano assicurarsi un rapporto di pace con il vicino Siam.
Per rimediare alla scarsità di manodopera, Rama II incoraggiò i ricchi aristocratici a prendere sotto il proprio servizio lavoratori autonomi, rafforzando così il potere dei nobili che ne approfittarono per arricchirsi versando solo una parte dei contributi dovuti allo Stato derivanti da queste attività. Le agevolazioni garantite dall'iniziativa reale spinsero inoltre i nobili ad assumere un crescente numero di lavoratori trattandoli come se fossero una loro proprietà privata.

## Morte e successione
il 21 luglio 1824, re Isarasundhorn si spense all'età di 57 anni. Nel 1817 era morto il fratello Maha Senanurak, erede al trono con il titolo di Palazzo Davanti, ed il titolo era rimasto vacante. Secondo la legge di successione allora in vigore, il trono sarebbe dovuto spettare al ventenne principe Mongkut in quanto figlio della regina Sri Suriyendra, ma l'aristocrazia siamese decise di assegnarlo al fratellastro Jessadabodindra, sia per la età eccessivamente giovane del primo, sia per la grande esperienza che aveva maturato il secondo negli affari di Stato nonché per la sua forte personalità. Jessadabodindra divenne re con il nome regale Rama III. Nel 1851, Mongkut gli sarebbe succeduto al trono con il nome regale Rama IV.